# Doe het lekker zelf
Doe het lekker zelf is een Nederlands televisieprogramma dat werd uitgezonden door RTL 4. De presentatie van het programma was in handen van Chantal Janzen.

## Format
In dit creatief klusprogramma gingen acht hobbyknutselaars de strijd met elkaar aan onder leiding van presentatrice Chantal Janzen. Elke aflevering krijgen de kandidaten twee opdrachten. In de eerste opdracht moeten de kandidaten van oude spullen iets nieuws maken, zo krijgen de kandidaten bijvoorbeeld een berg lege flessen en moeten ze daar iets moois van creëren. In de tweede opdracht moeten de kandidaten elke aflevering iets maken voor iemand anders zoals een make-up tafel voor een kleine vrouw of een hondenpaleis voor iemand met meerdere honden.
In het programma hebben de kandidaten beschikking tot hun eigen kleine bouwwinkel waar ze bouwmaterialen kunnen vinden om hun creaties mee te kunnen maken.

## Achtergrond
In oktober 2017 maakte RTL het programma bekend en plaatsten ze een oproep voor mensen die zich aan konden melden, op dit zelfde moment werd Chantal Janzen aangewezen als presentatrice van het televisieprogramma. De eerste aflevering werd uitgezonden op woensdagavond 28 februari 2018 en was goed voor 701.000 kijkers. Het seizoen sloot op 4 april 2018 af met 694.000 kijkers.
Oorspronkelijk was het de bedoeling dat het programma werd opgenomen met bekende Nederlanders als kandidaten, hier stak Janzen echter een stokje voor omdat ze vond dat onbekende mensen meer passie in de bouwwerken zouden steken.